# Pathfinder Roleplaying Game
Pathfinder Roleplaying Game (укр. слідопит) — настільна рольова гра на тему фентезі, що випускається компанією Paizo Publishing з 2009 року. Гра використовує переглянуті правила гри Dungeons & Dragons версії 3,5 і сумісна з ними. Для гравців-початківців існує полегшена версія Pathfinder Roleplaying Game: Beginner Box.
Рання версія гри в 2008 отримала золотий приз ENnie як найкращий вільний продукт або додаток (Best Free Product or Web Enhancement). У 2010 році гра була нагороджена золотими призами ENnie як найкраща гра (Best Game) і найкращий ігровий продукт (Best Product). Ілюстрації книг правил отримали золотий і срібний призи. За версією Golden Geek RPG Pathfinder є грою року 2010. Впродовж 2011—2013 років Pathfinder стала найбільш продаваною настільною рольовою грою у світі, змістивши з позицій Dungeons & Dragons.

## Правила
В Pathfinder гравець керує персонажем — шукачем пригод, що подорожує вигаданим світом і, борючись з противниками, розвивається і виконує поставлені завдання. Ведучий гри керує противниками та ігровим світом взагалі, описує ігрові події для створення цікавої історії. Для гри потрібні Книга героя, Книга ведучого, дайси, спеціальні жетони на підставках із зображеннями героїв і чудовиськ, листи й буклети із записаними характеристиками героїв та ігрове поле. Книга героя містить інформацію для створення персонажа та базові правила. В Книзі ведучого наведена інформація щодо організації пригод, місць ігрового світу, скарбів і противників. Стандартний набір має 7 дайсів, де буква D означає кількість граней: D4, D6, D8, D10, D12, D20 і дайс D% для вираховування відсотків. На листах персонажів ведеться запис їх характеристик і розвитку. Попередньо доступні 4 готових листки характеристик персонажів: клірика, чаклуна, розбійника і бійця. Ігрове поле зі стартового набору двостороннє і розмічене на клітинки. На одній стороні зображені готові підземелля для пригод, на іншій — порожня місцевість, яку гравці можуть розмалювати на свій розсуд.
Для переведення персонажів з D & D 3.5 в Pathfinder існує спеціальний буклет. На відміну від Dungeons & Dragons, в Pathfinder дозволяються змішання класів персонажів, але за дотримання одного класу гравець винагороджується.